# Навка, Татьяна Александровна
Татья́на Алекса́ндровна На́вка (род. 13 апреля 1975, Днепропетровск, Украинская ССР, СССР) — советская, белорусская и российская фигуристка, олимпийская чемпионка (2006) в танцах на льду в паре с Романом Костомаровым, двукратная чемпионка мира (2004, 2005), трёхкратная чемпионка Европы (2004—2006), трёхкратная чемпионка России (2003, 2004, 2006). Двукратная чемпионка Беларуси (1997, 1998) в паре с Николаем Морозовым. Заслуженный мастер спорта России (2004).
В 2000—2010 годах была замужем за своим тренером Александром Жулиным, с 2014 года является супругой пресс-секретаря Президента Российской Федерации Дмитрия Пескова. В марте 2022 года США и Япония ввели санкции против Навки в связи со вторжением России на Украину. С июня 2022 года — под персональными санкциями Евросоюза, Великобритании, Канады, Швейцарии, Австралии и ряда других стран.

## Биография

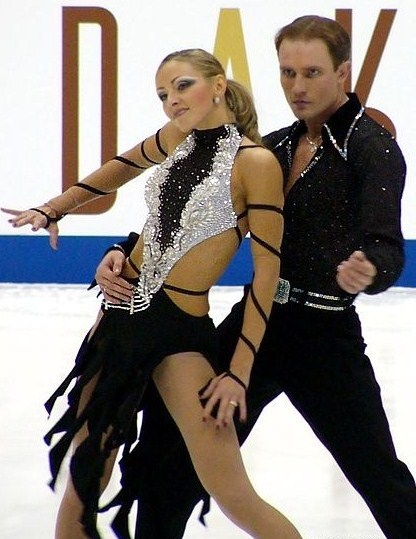
Татьяна Навка и Роман Костомаров в 2004 году

Родилась 13 апреля 1975 года в Днепропетровске, у неё есть младшая сестра Наталья. Родители, инженер Александр Петрович и экономист Раиса Анатольевна, были спортсменами в молодости. Навка увлеклась фигурным катанием после просмотра по телевизору выступления Елены Водорезовой. Сначала она научилась кататься на роликовых коньках, в 1980 году в возрасте пяти лет впервые вышла на лёд. Первые тренеры - Тамара Ярчевская и Александр Рожин. Навка была чемпионкой Украины[уточнить] среди юниоров. В 1987 году выросла за лето на 14 см, что привело к разладке прыжковой техники. После этого тренеры посоветовали Раисе Навке перевести дочь в танцы на льду. В 1988 году 13-летняя Навка переехала в Москву в группу Натальи Дубовой (спортклуб «Москвич»), которая выбрала её среди множества юных спортсменок и поставила в пару с Самвелом Гезаляном. Тренировки проходили сначала в Ледовом дворце в Сокольниках, затем пара была отобрана Дубовой, заключившей контракт в США, для тренировок в Нью-Джерси. Навка в США прожила более 15 лет. Некоторые журналисты утверждают, что Навка, помимо российского, имеет гражданство США. Сама Навка отрицает наличие у неё американского гражданства. По мнению ФБК, она является налоговым резидентом США.
В 1991 году пара вошла в национальную сборную СССР, становилась победительницей крупных международных турниров Skate America и Nations Cup. После распада Советского Союза Навка и Гезалян выступали за Беларусь на Олимпийских играх в Лиллехамере, где стали одиннадцатыми. Занимали пятое место на чемпионате мира (1994) и четвёртое место на чемпионате Европы (1995).
С 1996 по 1998 год партнёром Навки был Николай Морозов. Эта пара также представляла Беларусь, становилась победительницей Мемориала Карла Шефера, участвовала в Олимпийских играх в Нагано. В 1996 году в США Навка попала в поле зрения нового тренера — кумира своей юности, чемпиона мира Александра Жулина, с которым познакомилась ещё в 1993 году на золотом для него чемпионате мира в Праге. Вскоре между ними, несмотря на разницу в 12 лет, вспыхнули романтические отношения.
С 1998 года Навка выступала за Россию в паре с Романом Костомаровым; перспективного партнёра, на 2 года моложе, ей выбрал Жулин. У фигуристов было идеальное сочетание ростовых данных: Навка — 170 см, Костомаров — 182 см. Сначала они тренировались в группе Натальи Линичук, которая, однако, вскоре порекомендовала Костомарову сменить партнёршу, предпочтя Анну Семенович. В сезоне 1999—2000 оставшаяся без пары Навка была беременна первой дочерью, но уже летом, выйдя на лёд, приняла извинения Костомарова и снова начала кататься с ним. С 2000 года они тренировались под руководством Жулина, после завершения карьеры Навка отмечала его выдающийся тренерский и педагогический дар. С 2000 года темноволосая Навка окончательно приняла на льду имидж блондинки, сделав, однако, в 2008 году исключение для показательного номера на «Список Шиндлера». В разное время Навку и Костомарова также консультировали Елена Чайковская и Татьяна Тарасова.
Первый крупный успех пришёл к фигуристам в 2003 году, когда они в первый раз стали чемпионами России. В том же году они впервые заняли призовое место на чемпионате Европы в Швеции, выиграв бронзовые медали. Через год стремительно прогрессирующая пара уже не сходила с высшей ступени пьедестала чемпионатов России, Европы и мира.

## Победа на Олимпийских играх в Турине (2006)
К Олимпиаде 2006 года в Турине Навка и Костомаров подошли бесспорными фаворитами: с 2004 года они не проигрывали на чемпионатах России, Европы и мира ни одного старта. Основной упор фигуристы делали на произвольную программу с танцем «Кармен», поставленным хореографом Татьяной Дручининой, чемпионкой мира 1987 года по художественной гимнастике. По словам Навки, при подготовке испанского танца её «вдохновлял образ гениальной балерины Майи Плисецкой». Накануне Олимпиады программа была прекрасно принята французской публикой на чемпионате Европы в Лионе. Но на Олимпийских играх к моменту вступления в борьбу танцоров в активе российской сборной уже были две золотые медали в парном катании и у мужчин. После обязательного танца лидировали хозяева Олимпиады, чемпионы мира 2001 года Барбара Фузар-Поли и Маурицио Маргальо. В оригинальном танце итальянец допустил грубейшую ошибку, упав при исполнении простого элемента, и россияне вырвались вперёд, с отрывом менее чем в полтора балла от американцев Танит Белбин/Бенджамин Агосто. В решающем, произвольном танце американские фигуристы дважды ошиблись, в то время как Навка и Костомаров, по оценке Елены Вайцеховской, показали «выдающийся прокат». Судейская оценка была умереннее — 101,37 балла, что ниже рекорда пары (113,17), однако для олимпийского золота её вполне хватило. «По лицу Кармен текли слёзы счастья» писали газеты. Весьма эмоциональный номер на романс Марка Минкова и Вероники Тушновой «Не отрекаются любя» с эффектным запоминающимся финалом чемпионы показали в заключительном гала-концерте, впоследствии не раз демонстрировали его в разнообразных представлениях.
После победы на Олимпийских играх Татьяна Навка и Роман Костомаров приняли решение завершить спортивную карьеру. Сразу же было решено, что пара сохранится и будет продолжать выступать с показательными номерами и в профессиональных шоу.

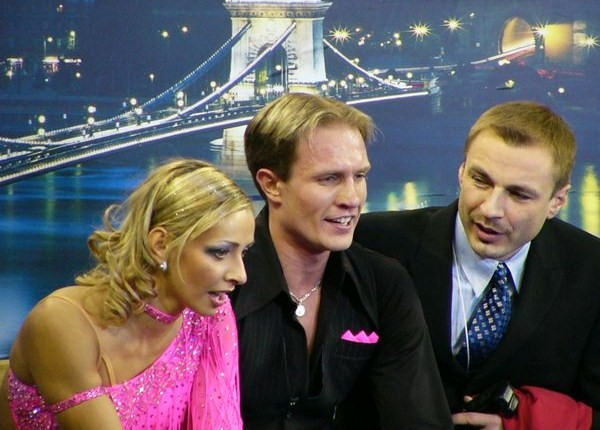
Татьяна Навка, Роман Костомаров и Александр Жулин в 2004 году

## Оценки
По мнению Майи Плисецкой, Навка создала на льду убедительный и страстный образ Кармен. Роман Костомаров, пробовавшийся с разными фигуристками, отмечал, что Татьяна с самого начала была единственной партнёршей, с которой он мог добиться столь внушительных успехов. По наблюдениям Анны Семенович, в Навке есть «что-то очень страстное, сексуальное и роковое». Татьяна Тарасова выделяла трудолюбие и целеустремлённость спортсменки, отмечала, что Навка — одна из немногих фигуристок, кто на протяжении долгих лет «не потерял удовольствия от каждодневного общения с нашей профессией». Илья Авербух и Александр Жулин особо выделяли артистичность фигуристки, склонность к опасности и риску, благодаря чему она могла воплощать на льду разнохарактерные художественные образы. Жулин также отмечал, что Навка обладает «феноменальной интуицией».

## По завершении спортивной карьеры

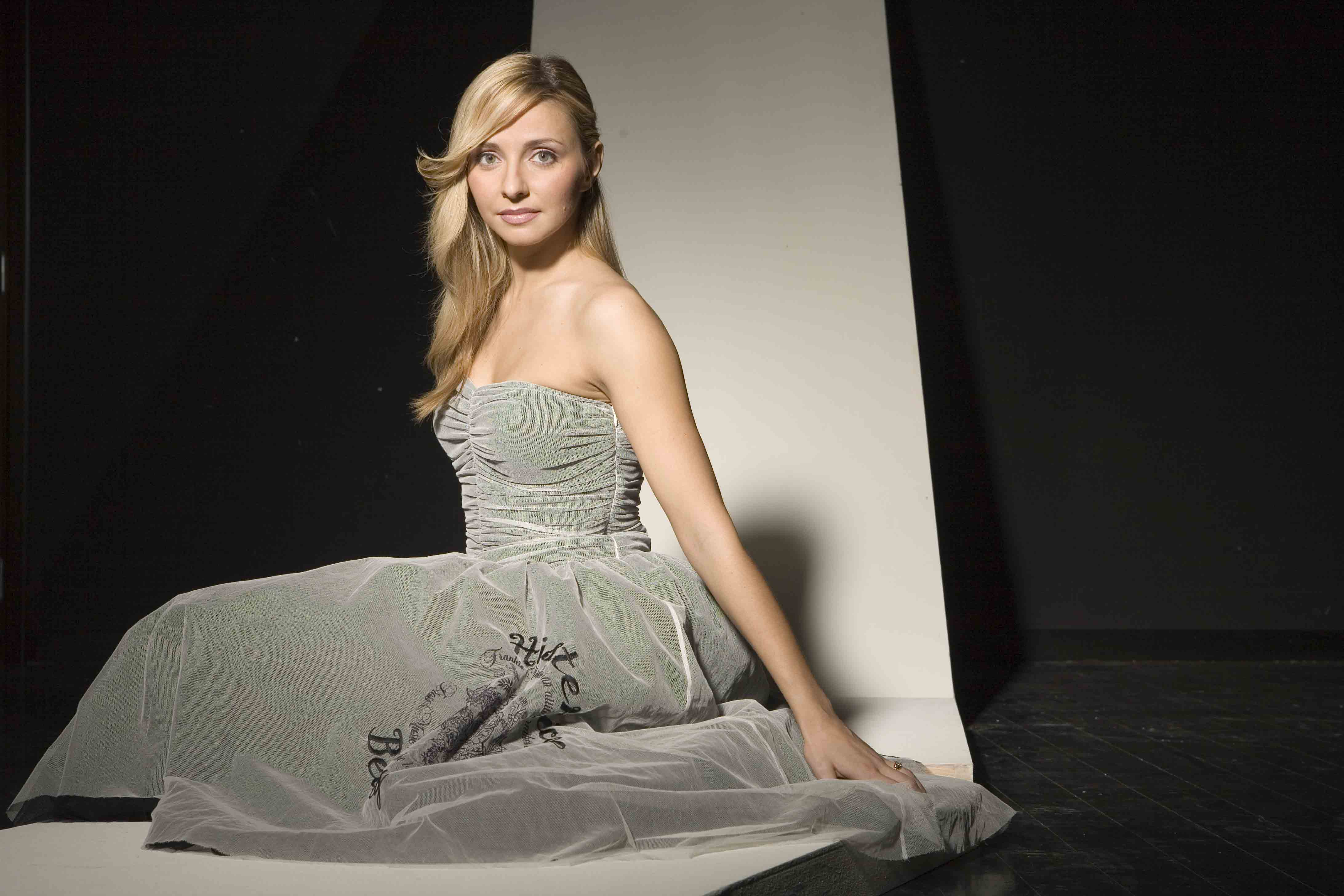

После победы на Олимпиаде в Турине Навку, в числе других отличившихся спортсменов, пригласили в Кремль на церемонию вручения правительственных премий и встречу с президентом Владимиром Путиным. На встрече в Кремле Татьяна сообщила главе государства, что ей в Москве негде жить. Вскоре олимпийским чемпионам Навке и Костомарову было предоставлено в Москве жильё. За спортивные заслуги перед Отечеством от Администрации президента России фигуристка получила 5-комнатную квартиру площадью 180 м² в жилом комплексе «Коперник» на Якиманке. С сентября 2006 года по инициативе Ильи Авербуха в России на Первом канале начали проводиться ежегодные телевизионные ледовые шоу с участием известных фигуристов-профессионалов и популярных артистов и музыкантов. В связи с этим в августе 2006 года Навка и Жулин, получивший американское гражданство, вернулись из США в Россию, где стали одними из главных действующих лиц высокорейтингового телепроекта.
С 2006 по 2016 годы Навка ежегодно (кроме 2011) участвовала в ледовых шоу, где пара с её участием всегда оказывалась на одном из первых двух мест либо выходила в финал:
- 2009 год — «Ледниковый период-3» в паре с Маратом Башаровым, и с заменявшем его в пяти выпусках актёром Егором Бероевым — вышли в финал[29];
- 2010 год — «Огни большого города», в роли Мадлен[30];
- 2012 год — «Ледниковый период. Кубок профессионалов» — разделила 1 место как лучшая партнёрша с Маргаритой Дробязко[31];
- 2013 год — «Ледниковый период-4» в паре с актёром Артёмом Михалковым — вышли в финал[32].
- 2014 год — «Ледниковый период-5» в паре с Егором Бероевым (c 6 этапа)[33].
- 2016 год — «Ледниковый период-6» в паре с Андреем Бурковским — второе место[34].

Широкую известность и признание миллионов зрителей получили показательные номера пары Навка/Костомаров на различных шоу — «Кони привередливые», «Ой, да не вечер», «Юнона и Авось», «Не отрекаются, любя», «Анна Каренина», «Wow», «Жестокая любовь», «Кармен», «My Way», «Всё в твоих руках» и многие другие. По оценке Бориса Бермана, публику на всех представлениях завораживают не только артистизм и исполнительское мастерство фигуристов, но и «мощная сексуальная энергетика», исходящая от чемпионского дуэта.
Навка успешно выступала и на паркете. 6 сентября 2008 года в паре с профессиональным танцором Александром Литвиненко приняла участие в конкурсе по бальным танцам «Танцевальное Евровидение», заняв 2-е место.
Является лицом компании Oriflame. В 2012 году была доверенным лицом премьер-министра и кандидата в президенты РФ Владимира Путина. В 2014 году имела статус олимпийского посла Олимпиады в Сочи 2014. С 2014 года одной из основных сфер деятельности Навки является ведение праздников, вечеров, торжеств и корпоративов. Летом 2015 года выступала в главной роли в трёхчасовом мюзикле Ильи Авербуха «Кармен» в сочинском ледовом дворце «Айсберг», постановка более полутора месяцев шла с аншлагом. Затем несколько ледовых шоу-программ были представлены Навкой в Москве. Во время президентских выборов 2018 года Татьяна была доверенным лицом Владимира Путина. В 2024 году стала доверенным лицом кандидата в президенты России Владимира Путина.

## На телевидении
В 2010 году «Первый канал» показал документальный фильм «Лёд и пламя», посвящённый спортивной карьере олимпийской чемпионки. В 2011 году Навка была членом жюри танцевального телепроекта «Болеро». В 2013 году на телеканале «Звезда» впервые выступила в роли телеведущей и вела передачу «Произвольная программа». В 2014 году на «Первом канале» вела цикл документальных фильмов «Олимпийские вершины», посвящённых истории хоккея, биатлона и фигурного катания. С 2015 года Навка является ведущей на телеканале «Матч ТВ». С 1 апреля 2018 года — член жюри и тренер команды телевизионного проекта «Ледниковый период. Дети» на Первом канале.

## Награды и звания
- Орден Дружбы — за большой вклад в развитие физической культуры и спорта, высокие спортивные достижения (2007)[49].

## Санкции
11 марта 2022 года, на фоне вторжения России на Украину, Навка включена в санкционный список США «против кремлевской элиты». Минфин США отмечает, что Навка «владеет империей имущества стоимостью более 10 миллионов долларов. Её недвижимость состоит из недвижимости в элитном пригороде Москвы, где также живет Путин,  многомиллионной квартиры в Москве, подаренной ей правительством РФ и квартиры на Крымском полуострове Украины, который Россия оккупировала с 2014 года».
В июне того же года страны Евросоюза наложили на Навку персональные санкции, так как она «является совладельцем компаний и имущества, расположенных на Крымском полуострове, который был незаконно аннексирован Российской Федерацией», кроме того, Евросоюз отмечает, что Навка связана с лицом, находящимся под санкциями.
29 сентября 2022 года внесена в санкционный список Канады «близких соратников режима» за «соучастие в выборе президента Путина вторгнуться в мирную и суверенную страну».
19 октября 2022 года попала под санкции Украины, так как «она поддерживает действия, которые подрывают или угрожают территориальной целостности, суверенитету и независимости Украины».
По аналогичным причинам Навка находится под санкциями Великобритании, Японии, Швейцарии, Австралии и Новой Зеландии.

## Личная жизнь и увлечения
С 1992 года Навка проживала и тренировалась в США, в Монтклэре (штат Нью-Джерси).
В 2000 году вышла замуж за своего тренера, чемпиона мира в танцах на льду Александра Жулина, брак был зарегистрирован в мэрии Нью-Йорка. По свидетельству Жулина, отношения между ним и Навкой начались в 1994 году в Лейк-Плэсиде, где в группе Дубовой тренировались пары Навка/Гезалян и Усова/Жулин. В 1999 году супруги переехали в Нью-Йорк, где приобрели в кредит 400-метровый таунхаус на Гудзоне.
В 2007 году Навка приобрела на Манхэттене в ипотеку квартиру площадью 123 м². за 2,4 млн долларов, в 2016 году эта квартира выставлена хозяйкой на продажу; в 2019 году стало известно, что квартира продана.
2 мая 2000 года у Навки и Жулина в Нью-Йорке родилась дочь Александра; по свидетельству Навки, дочь имеет американское гражданство. Александра в качестве певицы выступает под псевдонимом Алексия.
В августе 2006 года, с началом проекта «Звёзды на льду», вместе с мужем и дочерью вернулась в Москву. К 2008 году брак фактически распался, а в 2010 году Навка и Жулин официально объявили о разводе, при этом Навка пояснила, что фактически брак длился 14 лет. В марте 2012 года в рамках телевизионного шоу «Ледниковый период. Кубок профессионалов» бывшие супруги единственный раз после развода выступили с драматургически насыщенным танцем под романс «За всё спасибо, добрый друг…» из фильма «Мы из будущего» — на стихи Елизаветы Стюарт в исполнении Екатерины Климовой. Оригинальный ностальгический номер «с подтекстом» вызвал благожелательные отклики в прессе, его назвали романтичным и не фальшивым.
Некоторое время личные отношения связывали Навку с двумя её партнёрами по ледовым шоу — актёром Маратом Башаровым и музыкантом Алексеем Воробьёвым.
В 2010 году у Навки завязался роман с женатым на тот момент пресс-секретарём президента РФ Дмитрием Песковым.
21 августа 2014 года в Подмосковье Навка родила вторую дочь — Надежду; отец Дмитрий Песков.
1 августа 2015 года в Сочи состоялась свадьба Навки и Пескова.
Хобби Навки: музыка, кулинария, поэзия Шекспира, кино, лошади, катание на лыжах. Навка упоминала о том, что хочет попробовать себя в актёрском амплуа и мечтает сняться в художественном фильме, стремится научиться качественно петь; однажды уже исполняла на концерте песню «А снег идёт» дуэтом с Михаилом Боярским. Её любимые актрисы — Чулпан Хаматова и Инна Чурикова.
Согласно данным декларации Дмитрия Пескова, общая сумма декларированного годового дохода его супруги Татьяны Навки за 2016 год 120 млн 815 тыс. руб.; она владела квартирой в США площадью 126 м² (продана в 2019 году). За 2018 год Навка задекларировала 218,6 млн рублей доходов, став самой богатой среди жён кремлёвских чиновников.

## Собственность и бизнес
В сентябре 2015 года Алексей Навальный опубликовал в своём блоге, который цитировал Росбизнесконсалтинг, копии документов Росреестра, согласно которым Навка в январе 2015 приобрела в подмосковном посёлке «Третья охота» на Новорижском шоссе дом площадью 779,2 м² и два земельных участка общей площадью 9373 м² стоимостью, по оценке Фонда борьбы с коррупцией, около 1 млрд рублей.
Пресс-секретарь Навального заявила, что фонд готовит обращение в СК и ФСБ, так как расходы четы Песковых многократно превышают их официальные доходы, и фонд считает это незаконным обогащением. Навка в разговоре с радиостанцией «Говорит Москва» отказалась комментировать эти заявления, назвав Навального «маньяком».
В декабре 2018 года стало известно, что Навка по предложению друга детства стала совладельцем расположенного в Крыму производителя технической морской соли — кооператива «Галит».

### Автопарк
На Навке числится несколько автомобилей (они в использовании всего семейства, в том числе Дмитрия Пескова):
- Mercedes-Benz CL63 AMG[82];
- Mercedes-Benz GLE63;
- Lexus RX350.

## В кино
- Док. фильм Татьяна Навка. Лёд и пламя. Автор Гелена Гринева, режиссёр Маргарита Ловецкая, продюсер Илья Кривицкий. Красный квадрат (2010). Дата обращения: 10 марта 2015.
- Худ. фильм «Лузер» (2007 г., реж. Александр Абдулов и Владимир Фатьянов) — фигуристка.
- Сериал «Женщины на грани» (2013 г., реж. Марат Ким)[83].
- Мультфильм «Большое путешествие» (2019 г., реж. Василий Роневский, Татьяна Нилова) — мама-панда (озвучивание).
- Фильм «Гардемарины 1787. Война» (2023 г., реж. Светлана Дружинина)[84].
- Док. фильм «Роман Костомаров: Рождённый дважды» (2024 г., реж. Михаил Щедринский)
- Фильм «Исполняющий обязанности» (2025 г., реж. Миша Маралес)[84].
- Док. фильм «Она. К юбилею Татьяны Навки» (2025 г., реж. Ангелина Голикова)

## Спортивные достижения
с Романом Костомаровым за Россию
| Соревнования/Сезон                         | 1998—1999 | 2000—2001 | 2001—2002 | 2002—2003 | 2003—2004 | 2004—2005 | 2005—2006 |
| Зимние Олимпийские игры                    |           |           | 10        |           |           |           | 1         |
| Чемпионаты мира                            | 12        | 12        | 8         | 4         | 1         | 1         |           |
| Чемпионаты Европы                          | 11        | 9         | 7         | 3         | 1         | 1         | 1         |
| Чемпионаты России                          | 3         | 2         | 2         | 1         | 1         |           | 1         |
| Финалы серии Гран-При                      |           |           |           | 2         | 1         | 1         | 1         |
| Этапы серии Гран-При: Skate America        |           |           | 4         | 2         |           |           |           |
| Этапы серии Гран-При: Skate Canada         |           |           |           |           | 1         |           |           |
| Этапы серии Гран-При: Cup of China         |           |           |           |           | 1         |           | 1         |
| Этапы серии Гран-При: Trophee Eric Bompard |           |           |           |           |           | 1         |           |
| Этапы серии Гран-При: Cup of Russia        | 3         | 4         | 4         | 2         | 1         | 1         | 1         |
| Этапы серии Гран-При: NHK Trophy           | 5         | 6         |           |           |           | 2         |           |

с Николаем Морозовым за Беларусь
| Соревнования            | 1996—1997 | 1997—1998 |
| ----------------------- | --------- | --------- |
| Зимние Олимпийские игры |           | 16        |
| Чемпионаты мира         | 14        | 10        |
| Чемпионаты Европы       | 12        | 10        |
| Cup of Russia           | 6         | 3         |
| Чемпионаты Беларуси     | 1         | 1         |
| Мемориал Карла Шефера   |           | 1         |

с Самвелом Гезаляном за СССР и Беларусь
| Соревнования/Сезон         | 1991—1992 | 1992—1993 | 1993—1994 | 1994—1995 |
| Зимние Олимпийские игры    |           |           | 11        |           |
| Чемпионаты мира            |           | 9         | 5         | 7         |
| Чемпионаты Европы          |           | 9         | 10        | 4         |
| Skate America              | 1         |           |           |           |
| Skate Canada International |           |           | 2         |           |
| Nations Cup                | 1         |           |           |           |
| NHK Trophy                 |           | 7         | 4         | 2         |